# Dampierre (Calvados)
Dampierre ist eine Ortschaft im französischen Département Calvados in der Normandie. Die bis zum 1. Januar 2017 bestehende Gemeinde gehörte zum Arrondissement Vire. Sie wurde durch ein Dekret vom 26. September 2016 mit La Lande-sur-Drôme, Saint-Jean-des-Essartiers und Sept-Vents zur Commune nouvelle Val de Drôme zusammengelegt. Seither ist sie eine Commune déléguée.

## Geografie
Die Gemeindegemarkung umfasste 5,26 km². Dazu gehörten neben der Hauptsiedlung auch die Weiler La Lande, Le Village au Blond, La Monerie, Le Bourg, La Prairie, Les Azes, Le Moulin, La Fouquerie, Le Betzée, Les Mares, La Bertherie, La Campagne, Le Pavillon, Le Château, Le Hurel, Berguenotte, Dajon, Le Pelletier, La Maillarderie und Le Boucher. Nachbargemeinden waren Sept-Vents im Norden und Nordosten, Saint-Jean-des-Essartiers im Osten, Souleuvre en Bocage im Südosten und Süden, Placy-Montaigu im Südwesten und Westen sowie Le Perron im Nordwesten.

## Bevölkerungsentwicklung

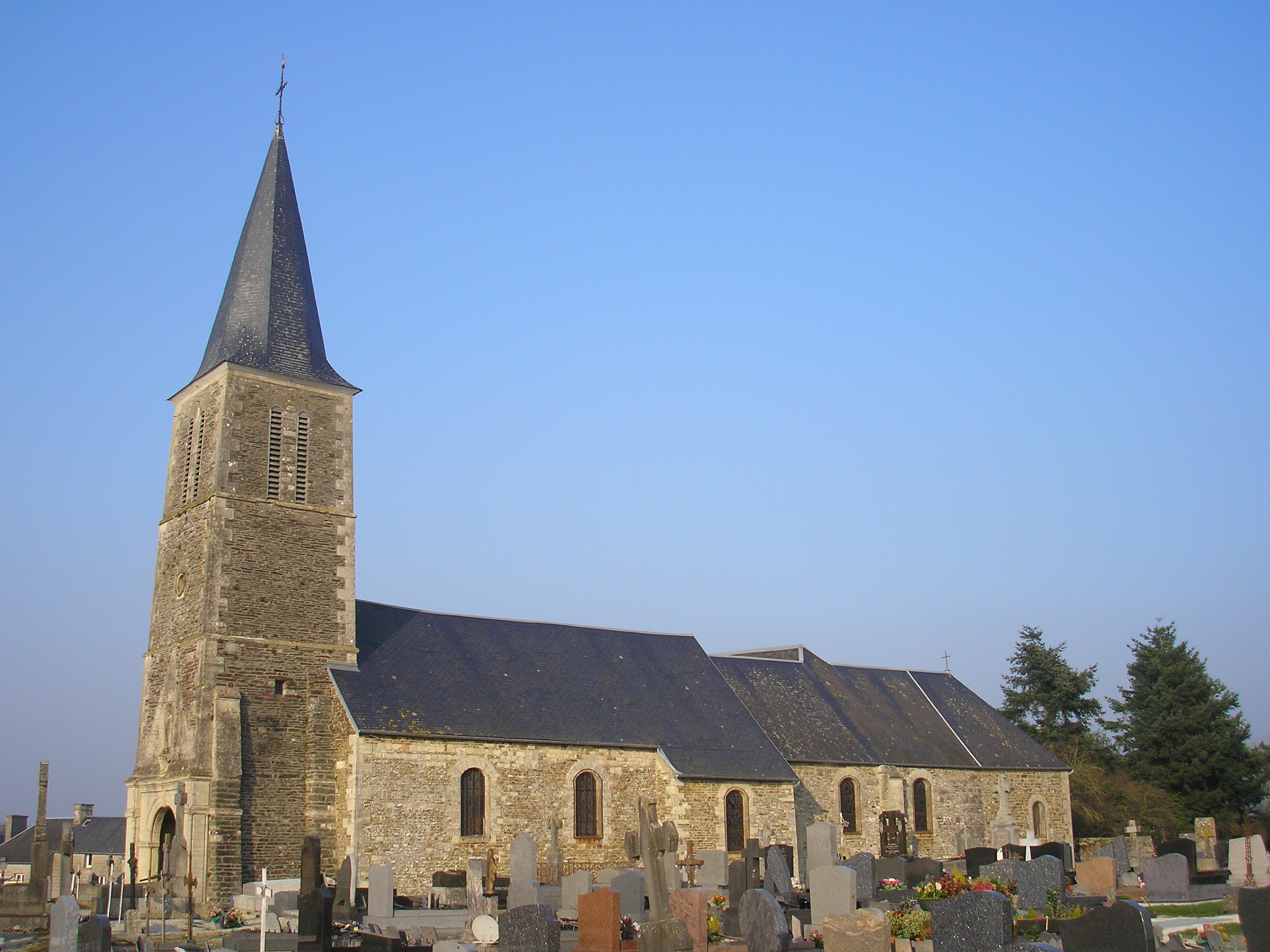
Kirche Saint-Pierre

| Jahr      | 1962 | 1968 | 1975 | 1982 | 1990 | 1999 | 2004 | 2009 | 2014 |
| --------- | ---- | ---- | ---- | ---- | ---- | ---- | ---- | ---- | ---- |
| Einwohner | 234  | 200  | 169  | 173  | 136  | 121  | 116  | 116  | 130  |